# Игнатьева, Зинаида Алексеевна
Зинаида Алексеевна Игнатьева (1 февраля 1938 — 23 марта 2022) — профессор кафедры специального фортепиано Московской государственной консерватории имени П. И. Чайковского. Народная артистка Российской Федерации (2004). Лауреат VI Международного конкурса пианистов им. Ф. Шопена (1960), лауреат фестиваля «Прометей», посвящённого 130-летию со дня рождения А. Н. Скрябина (2002).

## Биография
Родилась в городе Москве в семье генерал-майора А. А. Игнатьева. В 1957 году завершила обучение Центральной музыкальной школе при Московской консерватории, училась в классе А. С. Сумбатян и Ю. В. Брюшковой. Успешно сдала экзамены и была зачислена в Московскую консерваторию, проходила обучение в классе С. Е. Фейнберга.
Обучаясь на III курсе консерватории, приняла участие в VI международном конкурсе пианистов им. Ф. Шопена, который состоялся в Варшаве. Стала лауреатом данного конкурса. В 1962 году с отличием завершила обучение в консерватории и стала работать ассистентом С. Е. Фейнберга. В 1967 году успешно окончила обучение в аспирантуре.
Сочинения Ф. Шопена, а также некоторые сочинения И. С. Баха, Ф. Листа, Л. ван Бетховена Р., Ф. Шуберта, Шумана, С. Рахманинова, А. Скрябина, П. Чайковского, С. Прокофьева и многих других композиторов были частью её исполнительского репертуара.
Скончалась 23 марта 2022 года. Прах захоронен на Кузьминском кладбище.

## Педагогическая деятельность
Свыше 70 выпускников Московской консерватории были учениками Зинаиды Игнатьевой.
Среди них лауреаты международных конкурсов: Максим Железнов, Сергей Терехов, Юлия Чернявская, Игорь Ганиев, Илья Кондратьев, Лим Дон Мин, Сон Се Чжин, Андрей Цымбалистенко, Лим Дон Хёк, Нгуен Тху Нга, Максим Бандурин, Ольга Цой, Шорена Цинцабадзе и другие исполнители музыки.
Игнатьева свою деятельность педагога Московской консерватории совмещала с преподаванием в Московском музыкальном колледже и Центральной музыкальной школе. С 1992 года профессор, а с 2007 года — профессор кафедры специального фортепиано.

## Участие в жюри
С 1991 года она являлась руководителем состава жюри международного конкурса «Учитель и ученик» в Москве. С 1988 года Игнатьева почётный президент жюри «Большого международного конкурса пианистов» в Париже.
В 1997 года она вошла в состав членов жюри международного конкурса им. Ф. Шопена, который проходил в Югославии.
В 2011, 2013 годах Зинаида Алексеевна входила в состав членов жюри Международного конкурса пианистов им. Шопена, который проходил в городе Петрозаводске.
С 2014 года Игнатьева являлась председателем жюри Международного конкурса «Шедевры фортепианной музыки», который проходит в Москве.

## Звания и награды
- Народный артист Российской Федерации (15.01.2004).
- Заслуженный артист РСФСР (22.09.1989).
- лауреат VI Международного конкурса пианистов имени Ф. Шопена в Варшаве.
- лауреат III Артиады России.
- лауреат фестиваля «Прометей».
- лауреат VII Артиады народов России.
- Почётный член международного музыкального форума «Нормандия» (Франция, город Гавр).

## Дискография
- Ряд пластинок выпущен «Мелодия» с записями сочинений Баха, Фейнберга, Паизиелло и др.
- Диски с записями Московской государственной консерватории, где исполнены сочинения Бетховена, Глюка, Баха, Шуберта, Листа, Моцарта, Шопена, Гуно — Листа, Шуберта — Листа, Мендельсона и других в исполнении Игнатьевой.
- Пластинка с записью концерта № 2 Ф. Шопена и с сольной программой была выпущена в Польше.
- На болгарском радио произведена запись сольного концерта.